# Zarzuela del Pinar
Zarzuela del Pinar es un municipio y localidad situado en el norte de la provincia de Segovia, en la Tierra de Pinares.
En su término municipal se encuentra el despoblado de La Hirvienza, situado a 4.2 km al nordeste, enfrente del molino del Ladrón junto a la ribera del río Cega.

## Geografía

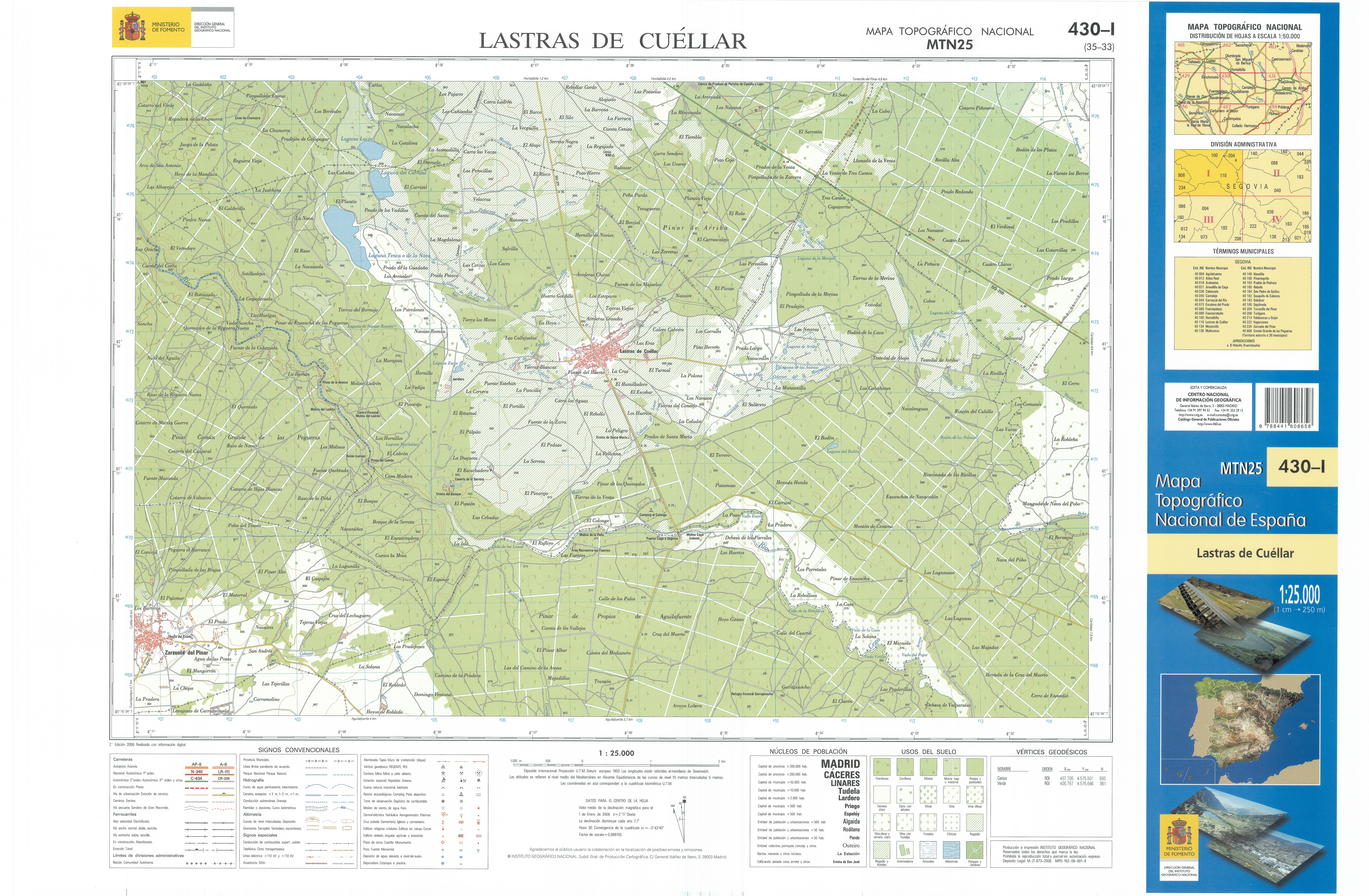
Fragmento de la hoja 430 del Mapa Topográfico Nacional de España de 2008 en el que se representa parte de Zarzuela del Pinar

Zarzuela del Pinar está situado a 40 kilómetros de la capital de la provincia y a 23 de Cuéllar a cuya Comunidad de Villa y Tierra pertenece dentro del Sexmo de Navalmanzano.
Es fronterizo con los pueblos de Fuentepelayo, Aguilafuente, Navalmanzano y otros. 
| Noroeste: Común Grande de las Pegueras (Cuéllar) | Norte: Común Grande de las Pegueras (Cuéllar) | Noreste: Lastras de Cuéllar |
| Oeste: Navalmanzano                              |                                               | Este: Aguilafuente          |
| Suroeste: Navalmanzano                           | Sur: Fuentepelayo                             | Sureste: Aguilafuente       |

El pueblo se encuentra rodeado de pinos y en especial de pinos resineros.

## Geografía humana

### Demografía
Cuenta con una población de 408 habitantes (INE 2024).
| Gráfica de evolución demográfica de Zarzuela del Pinar entre 1828 y 2021 |
| |
| Población según el Diccionario geográfico-estadístico de España y Portugal de Sebastián Miñano. Población de derecho según los censos de población del INE. Población de hecho según los censos de población del INE. |

## Administración y política
| Periodo   | Nombre                        | Partido |
| --------- | ----------------------------- | ------- |
| 1979-1983 | Demetrio Lobo Pérez           | UCD     |
| 1983-1987 | Mariano García Valverde       | PSOE    |
| 1987-1991 | Mariano García Valverde       | PSOE    |
| 1991-1995 | Mariano García Valverde       | PSOE    |
| 1995-1999 | José Luis García Ruiz         | PP      |
| 1999-2003 | María del Carmen García Bravo | PP      |
| 2003-2007 | María del Carmen García Bravo | PP      |
| 2007-2011 | Maximiliano Olmos de Frutos   | PSOE    |
| 2011-2015 | Eleuterio Nicolás Ortega Lobo | PP      |
| 2015-2019 | Eleuterio Nicolás Ortega Lobo | PP      |
| 2019-2023 | Eleuterio Nicolás Ortega Lobo | PP      |
| 2023-act. | María Carmen Pesquera Rico    | PSOE    |

## Cultura

### Patrimonio
- Iglesia de la Exaltación de la Cruz, esta guarda un lignum crucis, fragmento de la verdadera cruz de Cristo;
- Ermita del Santo Cristo del Humilladero
- Ruinas de la ermita de San Andrés;
- Ruinas de la ermita de San Cebrián;

### Lugares de Interés
- Parque de la ermita;
- Laguna del Santo;
- Cueva de La Mora;
- Casa forestal de Fuentemacanda (Casa del Coto)
- Senda de El Manzano-Sotocievieco.
- Paraje cercano a la presa y el molino Del Ladrón en el río Cega
- Despoblado de la Ibienza

### Fiestas
- Santa Águeda, el sábado más cercano al 5 de febrero;
- Exaltación de la Cruz, el 14 de septiembre;
- La Cruz de Mayo, el 3 de mayo;
- San Cristóbal, el 10 de julio;
- Colocación del mayo por parte de los quintos.[7][8]